# Gert Davidts
Gert Davidts, né le 30 mai 1972, est un footballeur belge qui joue au poste de gardien de but.
Malgré une carrière longue de plus de quinze ans, il est rarement titulaire à son poste dans les cinq clubs pour lesquels il évolue, remportant néanmoins deux fois le championnat de Division 2.

## Biographie
Gert Davidts débute dans le football professionnel en 1989 au Saint-Trond VV. Il joue son premier match officiel le 14 février 1990, lorsqu'il entre en cours de jeu contre le Germinal Ekeren en Coupe de Belgique. Gardien réserviste, il joue très peu, à peine cinq matches en deux ans. En 1991, le club est relégué en deuxième division. Le club met trois ans pour remonter au plus haut niveau, au cours desquels le joueur ne participe qu'à quinze rencontres, toutes compétitions confondues. Lors de la saison qui suit le retour de Saint-Trond en Division 1, il ne joue qu'un seul match. Il décide alors de quitter le club et rejoint le Beerschot, en Division 2.
Dans la banlieue anversoise, Gert Davidts devient enfin le gardien titulaire. Il dispute quasiment toutes les rencontres du championnat et participe au tour final pour la montée en première division, que le club termine en deuxième position. La saison suivante est plus difficile et le club, englué dans les problèmes financiers, lutte pour son maintien. Après deux années au Beerchot, Gert Davidts retente sa chance en première division et s'engage avec le KFC Lommelse SK. Barré par Jacky Mathijssen, il ne joue qu'un match en championnat et deux en Coupe de la Ligue, une compétition que son équipe remporte mais il passe la finale sur le banc. Il est ensuite prêté pour un an au KV Malines, en deuxième division. Il n'y joue pas une seule minute et assiste donc du banc au titre remporté par ses équipiers.
De retour à Lommel, il reste le deuxième choix à son poste et ne dispute que huit rencontres durant la saison 1999-2000, qui voit son club relégué en Division 2. Son concurrent Mathijssen parti à Saint-Trond, il devient le titulaire dans les buts et dispute 33 rencontres en championnat, remportant le titre, et tous les matches en Coupe de Belgique, où le club limbourgeois s'incline en finale contre le KVC Westerlo. Après la remontée parmi l'élite, il conserve la préférence et dispute toutes les rencontres du premier tour. Il se blesse lors d'un déplacement au Standard de Liège en décembre 2001 et est écarté des terrains pendant près de deux mois. À son retour de blessure, il a perdu sa place au bénéfice de Mark Volders. Il ne joue plus que deux rencontres en fin de saison et commence la saison suivante sur le banc. Il participe à deux rencontres en avril 2003, juste avant que le club ne dépose le bilan et cesse ses activités.
Gert Davidts se recase à l'Excelsior Veldwezelt, un club de Division 3. Après la relégation du club en Promotion en 2005, il part jouer dans les séries provinciales. Il met un terme à sa carrière de joueur en 2011 après une dernière saison au Torpedo Hasselt.

## Statistiques
| Saison                | Club                  | Championnat           | Championnat | Championnat | Coupe nationale | Coupe nationale | Coupe de la Ligue | Coupe de la Ligue | Total | Total |
| Saison                | Club                  | Division              | M.          | B.          | M.              | B.              | M.                | B.                | M.    | B.    |
| 1989-1990             | Saint-Trond VV        | Division 1            | 3           | 0           | 1               | 0               | -                 | -                 | 4     | 0     |
| 1990-1991             | Saint-Trond VV        | Division 1            | 1           | 0           | -               | -               | -                 | -                 | 1     | 0     |
| 1991-1992             | Saint-Trond VV        | Division 2            | 4           | 0           | 1               | 0               | -                 | -                 | 5     | 0     |
| 1992-1993             | Saint-Trond VV        | Division 2            | 1           | 0           | -               | -               | -                 | -                 | 1     | 0     |
| 1993-1994             | Saint-Trond VV        | Division 2            | 7           | 0           | 2               | 0               | -                 | -                 | 9     | 0     |
| 1994-1995             | Saint-Trond VV        | Division 1            | 1           | 0           | -               | -               | -                 | -                 | 1     | 0     |
| Sous-total            | Sous-total            | Sous-total            | 17          | 0           | 4               | 0               | -                 | -                 | 21    | 0     |
| 1995-1996             | Beerschot VAC         | Division 2            | 35          | 0           | 5               | 0               | -                 | -                 | 40    | 0     |
| 1996-1997             | Beerschot VAC         | Division 2            | 33          | 0           | 3               | 0               | -                 | -                 | 36    | 0     |
| Sous-total            | Sous-total            | Sous-total            | 68          | 0           | 8               | 0               | -                 | -                 | 76    | 0     |
| 1998-1999             | KV Malines (prêt)     | Division 2            | 0           | 0           | -               | -               | -                 | -                 | 0     | 0     |
| 1997-1998             | KFC Lommelse SK       | Division 1            | 1           | 0           | -               | -               | 2                 | 0                 | 3     | 0     |
| 1999-2000             | KFC Lommelse SK       | Division 1            | 8           | 0           | -               | -               | -                 | -                 | 8     | 0     |
| 2000-2001             | KFC Lommelse SK       | Division 2            | 33          | 0           | 8               | 0               | -                 | -                 | 41    | 0     |
| 2001-2002             | KFC Lommelse SK       | Division 1            | 18          | 0           | -               | -               | -                 | -                 | 18    | 0     |
| 2002-2003             | KFC Lommelse SK       | Division 1            | 1           | 0           | 1               | 0               | -                 | -                 | 2     | 0     |
| Sous-total            | Sous-total            | Sous-total            | 61          | 0           | 9               | 0               | 2                 | 0                 | 72    | 0     |
| 2004-2005             | Excelsior Veldwezelt  | Division 3            | 26          | 0           | 3               | 0               | 0                 | 0                 | 29    | 0     |
| Total sur la carrière | Total sur la carrière | Total sur la carrière | 172         | 0           | 24              | 0               | 2                 | 0                 | 198   | 0     |

## Palmarès
- 2 fois Champion de Belgique de Division 2 en 1994 avec le Saint-Trond VV et en 2001 avec le KFC Lommelse SK.